# Sjoerd den Daas
Sjoerd den Daas (Heerenveen, 21 oktober 1986) is een Nederlands journalist. Hij werkt vanaf mei 2024 als correspondent in de Verenigde Staten voor de NOS.
Gedurende zijn studie fysiotherapie aan de Hanzehogeschool in Groningen studeerde hij in deeltijd Chinees in Hongkong en Beijing. Hij behaalde een MSc International Business and Management aan de Rijksuniversiteit Groningen en een MSc aan de Uppsala Universiteit in Zweden. 
In 2012 begon den Daas bij de zender RTL Z als redacteur en verslaggever. In 2015 trok hij naar China als correspondent voor het Financieele Dagblad, RTL Z en RTL Nieuws. Van 2019 tot 2024 was den Daas als Oost-Aziëcorrespondent verbonden aan de NOS.